# Marcos Dias
Marcos Dias dos Santos (1964 – Monte Aprazível, 1 de abril de 2008) foi um treinador de futebol brasileiro. Dias treinava times amadores e categorias de base, tendo sua própria escolinha de futebol. Faleceu em um brutal assassinato quando dois homens desceram de um carro e dispararam contra ele quatorze tiros, após um treino em sua escolinha.